# Song tinh

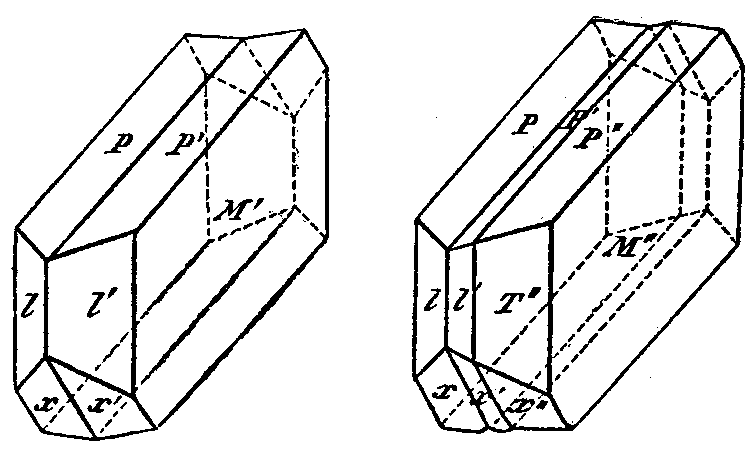
Mô hình các tinh thể song tinh của albit. Tính cát khai thể hiện hoàn toàn theo phương song song với mặt phẳng cơ sở (P), là hệ thống các sọc nhỏ, song song với mặt cát khai thứ 2 (M).

Song tinh xuất hiện khi hai tinh thể riêng biệt dùng chung các nút mạng tinh thể. Kết quả là sự phát triển xen lẫn nhau của hai tinh thể riêng biệt đa dạng về hình dạng đặc biệt. Ranh giới song tinh hay bề mặt dùng chung là ranh giới giữa hai tinh thể. Các nhà tinh thể học phân loại các tinh thể song tinh dựa vào một số quy luật song tinh. Các quy luật này đặc trưng cho hệ tinh thể. Kiểu song tinh có thể là dấu hiệu dùng nhận biết khoáng vật.

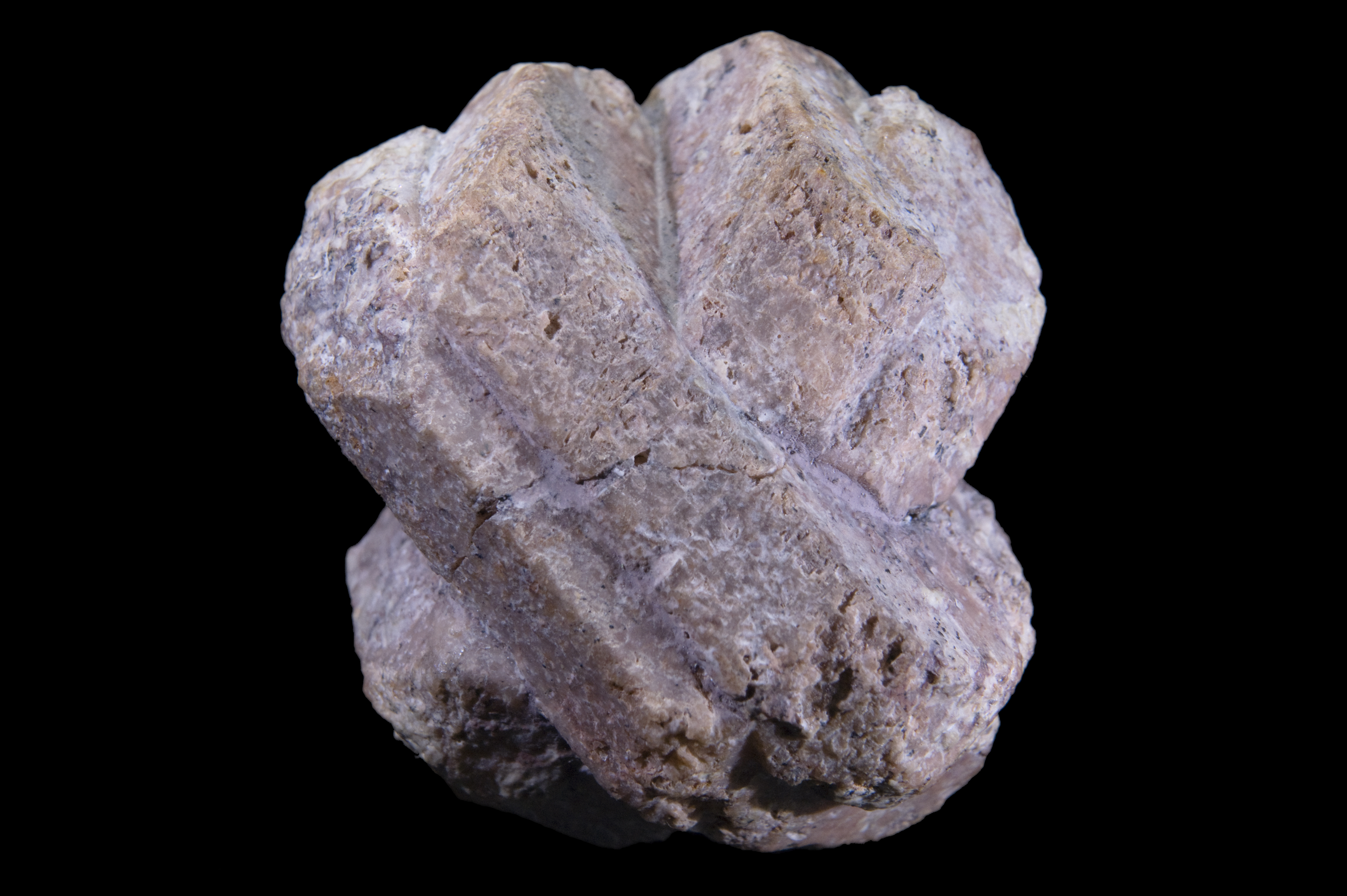
Song tinh xuyên cắt trong orthoclase, quy luật Carlsbad

Các tinh thể song tinh đơn giản có thể là song tinh tiếp xúc hay song tinh xuyên nhau. Các song tinh tiếp xúc chia nhau một bề mặt cấu tạo thường ở dạng các ảnh đối xứng nhau qua gương, ví dụ như plagiocla, thạch anh, thạch cao, và spinel thường hình thành kiểu song tinh tiếp xúc. Kiểu các song tinh xuyên nhau, các tinh thể riêng biệt xuyên qua lẫn nhau trong cấu trúc hình học, thường gặp ở orthocla, staurolit, pyrit, và fluorit.

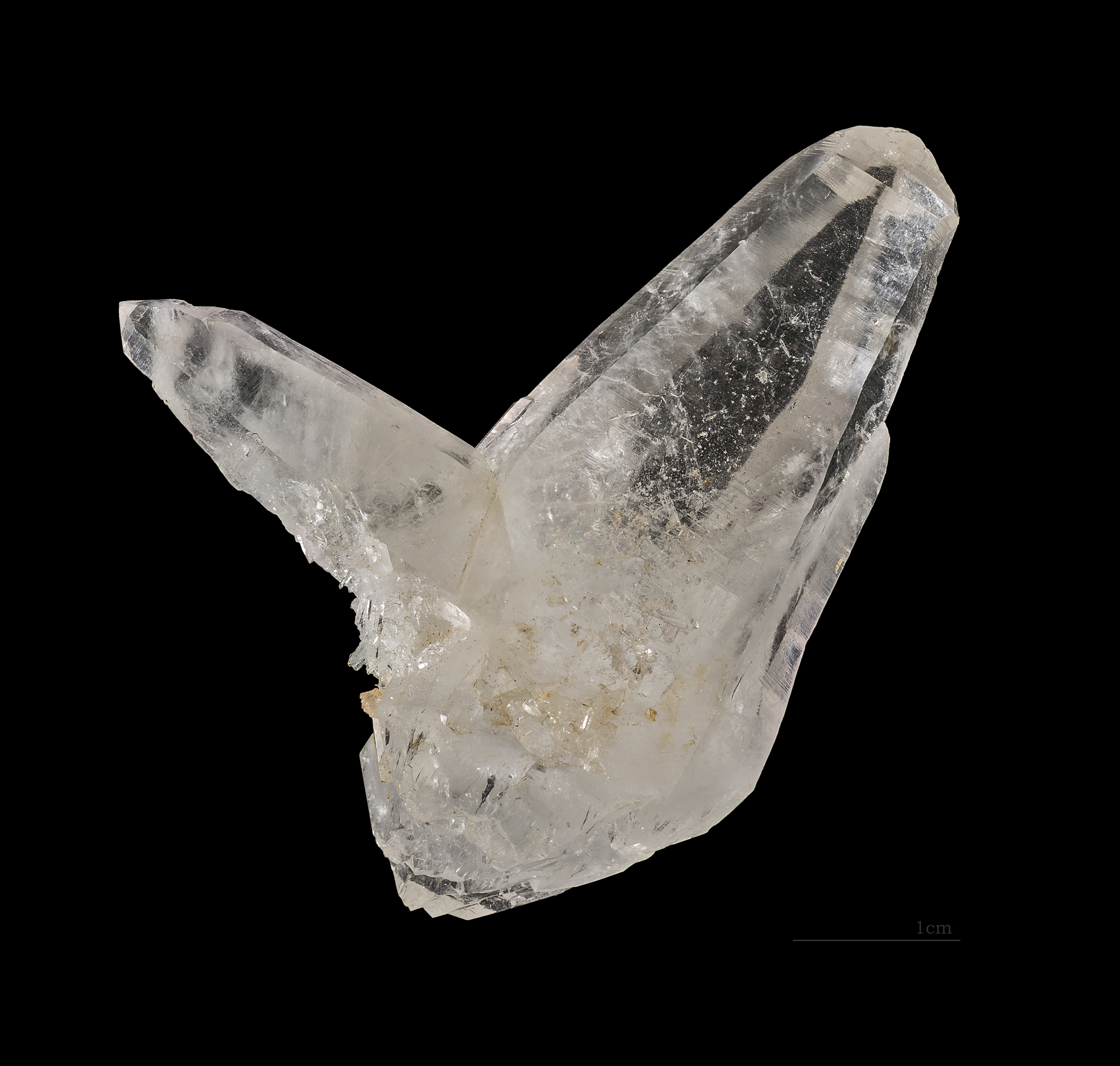
Song tinh - Thạch anh